# Horn af Marienborg
Horn af Marienborg var en svensk friherrlig ätt.

## Historia
Ätten är första delen av huvudgrenen av Hornätten, en svensk-finländsk frälseätt känd sedan 11 februari, år 1381.
Stamfader för Hornätten är Olof Mattsson till Åminne, Halikko, som nämndes 1381. En av hans söner, Matts Olofsson, var domprost i Uppsala, och en annan, Henrik Olofsson erhöll frälsebrev av Erik av Pommern 1407.
Den adliga grenen av ätten Horn introducerades genom lottning mellan 10 mars och 4 april 1625 med namnet Horn af Kanckas under nuvarande nummer 12, men utgick på svärdssidan 1728.
Den hade emellertid dessförinnan utgrenat sig i tre ätter, en friherrlig och två grevliga. 
Generalmajoren av kavalleriet sedermera riksrådet, rikstygmästaren och fältmarskalken Gustaf Evertsson Horn (1614–1666), samt översten sedermera riksrådet, fältmarskalken och amiralgeneralen Henrik Henriksson Horn  (1618–1693) i friherrlig värdighet den 30 april 1651 på Stockholms slott av drottning Kristina, och de skulle skriva sig till Marienborg (Marienburg) i Livland. De introducerades den 15 oktober 1652 med namnet Horn af Marienborg under nuvarande numer 21. Ätten utslocknade på svärdssidan 1728 och senare på spinnsidan 15 mars 1744

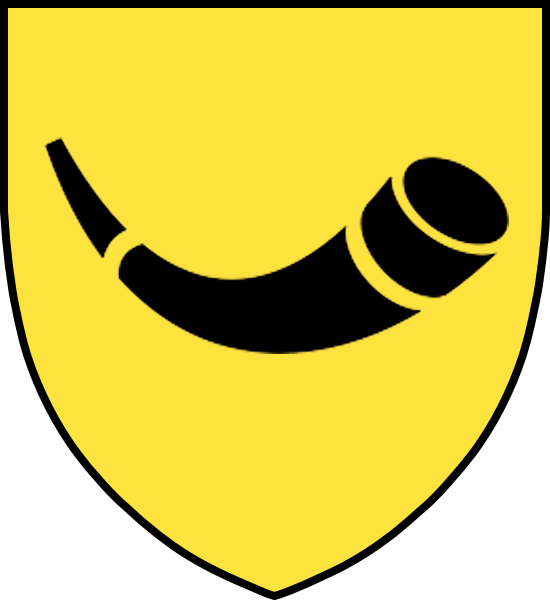
Sköldmärke.